# Żandarmeria Wojskowa

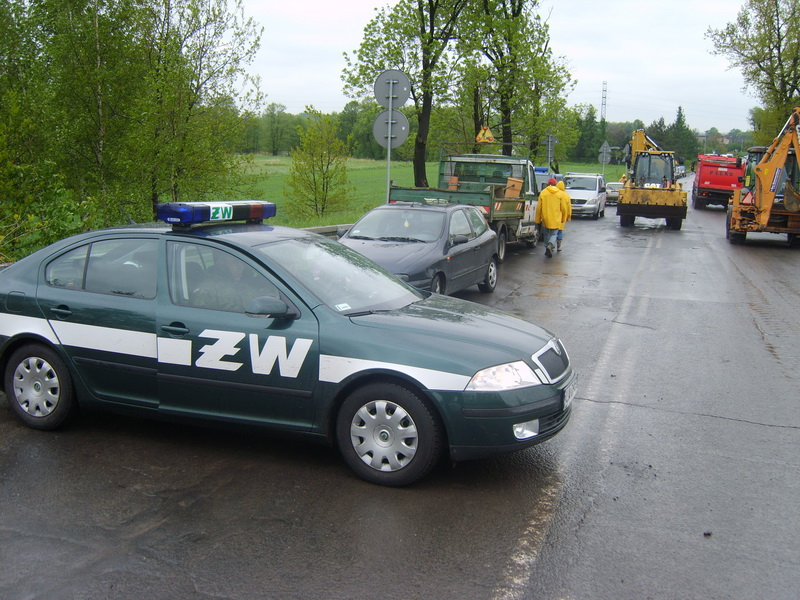
Veicolo della Gendarmeria

La Żandarmeria Wojskowa (Gendarmeria militare) è il corpo di gendarmeria della Polonia, parte indipendente delle forze armate polacche.

## Storia
La Gendarmeria pone le sue basi nell'agenzia dell'epoca comunista Wojskowa Służba Wewnętrzna. 

Nel dicembre 2011 la Gendarmeria entra a far parte della Gendarmeria Europea.

## Struttura
La Gendarmeria è organizzata in:
- 1 quartier generale
- 2 unità speciali
- 10 unità
- 1 dipartimenti
- 45 stazioni regionali